# Bataille de la Chelon
Formation du territoire russe
La bataille de la Chelon (russe : Шелонская битва) fut une bataille décisive entre les forces de la Grande-principauté de Moscou sous Ivan III (r. 1462-1505) et l'armée de la République de Novgorod, qui eut lieu sur la rivière Chelon le 14 juillet 1471. Novgorod subit une défaite majeure qui s'est terminée avec la capitulation de facto de la ville. Novgorod sera absorbée par la Moscovie en 1478.

## Contexte
Cet affrontement entre la Moscovie et la République de Novgorod est la continuation d'un conflit remontant à la fin du XIVe siècle. Il a été causé par la violation du traité de Iajelbitsy (1456) par Novgorod, signé entre le Grand-Prince Vassili II et la délégation novgorodienne dirigée par l'archevêque Euthyme II (en). En effet, le traité limitait la capacité de Novgorod de poursuivre sa propre politique étrangère et donnait à la Grande-principauté de Moscou plus de contrôle sur la ville (elle y avait le contrôle de ses sceaux et était devenue la cour d'instance supérieure des tribunaux novgorodiens). Lorsque les Novgorodiens se sont tournés vers la Pologne-Lituanie pour les aider à limiter la montée en puissance de Moscou, Ivan III et le métropolite de Moscou les ont accusés non seulement de trahison, mais aussi de tenter d'abandonner l'Orthodoxie orientale et de se tourner vers l'Église catholique. Un projet de traité entre Novgorod, le Grand-Duc de Lituanie et le Roi de Pologne, Casimir IV Jagiellon (r. 1440-1492), aurait été trouvé après la bataille de la Chelon ; il est clair que le Grand Prince lituanien avait décidé de ne pas interférer avec l'élection de l'archevêque de Novgorod, ou avec la pratique de la foi orthodoxe dans la ville (par la construction d'églises catholiques, par exemple).

## La bataille
La bataille eut lieu dans la matinée du 14 juillet sur la rive gauche de la rivière Chelon, qui se jette dans le lac Ilmen au sud-ouest de Novgorod. Elle aurait eu lieu à environ 30 km de l'embouchure de la rivière, juste à l'est de la ville de Soltsy, probablement à proximité du village de Skirino. L'emplacement indique que l'armée moscovite avançait sur la rive ouest du lac avant d'arriver dans la ville depuis le sud-ouest. Après une rencontre accidentelle des forces moscovites (autour de 5 000 hommes) commandées par le prince Daniil Kholmski (en) (Daniel de Kholm), avec l'armée de Novgorod (20 000 à 40 000 hommes), l'armée de Novgorod mal organisée n'a pas été en mesure de résister à la force de l'armée princière. En effet, la Quatrième Chronique Novgorodienne rapporte que Théophile (ru), l'Archevêque élu de Novgorod, a ordonné à sa cavalerie de ne pas attaquer les Moscovites et de lancer l'offensive seulement sur les forces pskoviennes, ce qui limita leur marge de manœuvre. La bataille de Chelon dura deux heures et se termina sur la défaite de Novgorod. Selon les sources moscovites, plus de 12 000 Novgorodiens ont été tués au cours de la bataille et de la poursuite qui a suivi. Quelque 2 000 hommes furent faits prisonniers. Il est, cependant, difficile de confirmer la précision de ces chiffres, car la taille de l'armée novgorodienne à cette époque est presque impossible à déterminer, et le nombre donné semble assez élevé étant donné que la ville de Novgorod elle-même avait sans doute une population d'environ 40 000 personnes, bien que l'armée pouvait avoir été formée à partir de la population rurale. Cela dit, les chiffres peuvent avoir été exagérés pour ajouter au prestige du Grand Prince et à la honte de Novgorod.

## Conséquences
Le 24 juillet, Ivan III exécuta le commandant novgorodien, Dmitri Boretski (ru), un membre du clan Boretsky dirigé par Marfa Boretskaïa, qui avait mené l'opposition de la cité contre Moscou. À plus long terme, la défaite sur la Chelon affaiblit grandement la République de Novgorod. Selon certaines sources, Ivan III confisqua d'importantes quantités de terres à l'administration archiépiscopale, et s'empara également de plusieurs grands monastères immédiatement après la bataille (bien que la plupart des sources placent la date de ces confiscations en 1478), affaiblissant ainsi l'indépendance de l'église novgorodienne. Il revint dans la cité à plusieurs reprises dans les années 1470 et arrêta d'importants boyards, ou parfois des clans de boyards entiers. Cependant, il ne prit le contrôle direct de la cité-état qu'en janvier 1478, après que des relations tendues avec l'Archevêque Théophile et les boyards novgorodiens le menèrent à envoyer ses armées envahir la ville pendant l'hiver de 1477-1478.